# World of Goo 2
World of Goo 2 — це відеогра-головоломка з акцентом на фізику, розроблена незалежним розробником ігор 2D Boy. Це продовження World of Goo (2008). Гра була випущена 2 серпня 2024 року після затримки з початкової дати випуску 23 травня 2024 року.

## Ігровий процес
Як і в попередній частині, гра складається з побудови конструкцій з кульок Гуу (англ. Goo — липучка) для вирішення головоломок.

## Розробка
Як повідомляє розробник на сторінці гри:
«World of Goo 2 не існувало б, якби Epic не допомогла нам профінансувати гру! Ми мали змогу найняти художників та інженерів на кілька років, щоб допомогти нам створити найбільшу гру, яку ми коли-небудь робили. Ми вдячні за це! Ви, мабуть, бачили подібні механізми в інших іграх, і я думаю, що наші можна порівняти.».

## Відгуки
| Агрегатор  | Оцінка                    |
| ---------- | ------------------------- |
| Metacritic | PC: 86/100 Switch: 82/100 |
| OpenCritic | 100%                      |

| Видання       | Оцінка |
| ------------- | ------ |
| Nintendo Life | 8/10   |
| Shacknews     | 8/10   |

Початкові відгуки були позитивними, середня оцінка критиків на OpenCritic становила 82/100. Nintendo Life назвала гру «фантастичним продовженням холодної класики». Shacknews припустив, що "для фанатів першої гри, звичайно, World of Goo 2 - це безпроблемна гра". GamingTrend мав проблеми з гумором у главі 4, заявивши, що "ця серія рівнів має те, що я б назвав трьома окремими правими собачими свистками, з жартами, які здаються злими, включаючи драг, гомофобію та фобію жиру", але в іншому запропонував переважно позитивний відгук, заявивши, що "хоча це дещо змішаний мішок, тут набагато більше хорошого, ніж поганого".

## Випуск
Після офіційного релізу 23 травня 2024, в березні 2025 стало відомо про майбутній реліз гри у Steam. А вже в квітні вона стала доступною в Steam, а також на платформах Android, iOS, PlayStation 5.